# 陪嫁人
陪嫁人，或称陪嫁、陪房:44，是近代之前，东亚女性出嫁时的陪嫁人员，通常是奴隶、仆役身份。广义上，还有皇族女性（皇女、宗室女）出嫁时，随嫁的官员、侍卫、平民等。清朝时，隶属于出嫁皇族女性的陪嫁人员即是陪嫁人户、陪嫁户:30、随嫁人、媵户、媵人:127。
中国历史上，贵族女子出嫁时，以奴隶、仆役陪嫁是自先秦时代即有的风俗。伊尹、百里奚是陪嫁奴隶出身的名臣。西汉和亲公主劉解憂的陪嫁侍女冯嫽以公主使者身份，通好西域诸国。秦汉以来，亦有富裕家庭为女子准备陪嫁人的习俗。陪嫁奴仆数量为社会约定俗成。明代广东珠海地区嫁女，“上户人家随嫁者丫鬟1人，男童1人；中户人家随嫁者丫鬟1人，下户人家无人随嫁”。在某些地区，若女方陪嫁婢女，男方则需提高聘金。福建泉州将之此类聘金称为婢仪。极为富裕的家庭个案中，除女子嫁妆外，更提供陪嫁婢女的嫁妆。而在传统中式婚礼中，年长或年轻的陪嫁婢女均扮演了一定的角色:44—47。女性完婚后，常见其年轻的陪嫁婢女成为丈夫的婢妾，即所谓媵妾。

## 贵族女性的陪嫁人
皇族、贵族女性的陪嫁人员身份相比平民之家则更为广泛。辽朝时，允许公主在内的贵族创立州城，即头下军州。辽朝制度，皇女和父亲是嫡皇子的皇孙女，朝廷赐媵臣户一千。现代研究者指，媵臣户“应是由皇帝或皇后赏赐给出嫁公主的陪嫁户口”。此外还有媵户的称谓:96。

### 清朝
清朝时，固伦公主、和硕公主是品级最高、外嫁的皇族女性。清廷为她们出嫁提供官员、侍卫、随丁、陪嫁人户等随嫁人员:28—30。随同公主出嫁的人员统称为陪嫁人（满语：etuhun dahabuha niyalma），或称随嫁人、媵户、媵人。顺治、康熙年间，皇族女性（皇女、宗室女）陪嫁人和陪嫁物按惯例安排，尚无定制。雍正七年（1729年），清廷始规定公主陪嫁人户。乾隆年间数度完善。乾隆五十一年（1786年），相关规定载入会典则例，永远遵行，至此基本定型:127。
乾隆帝的两个女儿——固伦和敬公主、和硕和嘉公主陪嫁官员的实例中，长史1人，二、三种等级的侍卫各1、2人，典仪1、2人。和硕和嘉公主陪嫁官员另有护军参领、闲散章京各1人。长史品秩为三品或四品，“内务府废员内简放”。典仪为六品或七品。护卫、典仪于12户陪送人（陪嫁人）中拣放:127。官员、侍卫、随丁等身份人员与公主府性质相同，是清廷基于公主身份提供的生活待遇。公主逝世后，应该被撤回。此外的陪嫁人户则包括成户的奴仆之家、奶母、奶公、婢女、太监:28—30、医士、工匠、庄头、庄丁:127等。公主的陪嫁人户由内务府拨予。郡主及格格的，则由各王公府自行陪送:28—30。同时，由于清廷规定“听从公主随便拣放”旧属，造成各位公主陪嫁人口多寡不等:127。
陪嫁人户大部分是包衣汉人，少部分是满洲包衣或蒙古包衣旗人。由于他们的旗人包衣身份，乾隆二年（1737年）五月，礼部侍郎木和林曾奏请，允许陪嫁的包衣在公主逝世后“赦回本旗”。“前八旗满洲包衣及内务府并五旗包衣满洲”赦回本旗获准，以使“庶满洲不至世居外地流为蒙古矣”。而从事工匠、种地等职业的陪嫁户，则多是北京附近、河北一带的汉人。陪嫁人户身份如同公主、格格的私产。在她们逝世后，后会服务于额驸与公主、格格的子女、后裔子孙。或充当公主、格格的守陵人，或继续做工、务农。至现代，在今内蒙古地区的陪嫁人户后裔已归入蒙古族:28—31。